# مايك دي بالمر
مايك دي بالمر (بالإنجليزية: Mike De Palmer)‏ هو لاعب كرة مضرب أمريكي، ولد في 17 أكتوبر 1961 في تامبا في الولايات المتحدة.

## وصلات خارجية
- مايك دي بالمر على موقع رابطة محترفي التنس (الإنجليزية)
- مايك دي بالمر على موقع الاتحاد الدولي لكرة المضرب (الإنجليزية)
- مايك دي بالمر على موقع خلاصة التنس.كوم (الإنجليزية)